# لويس جيامبالفو
لويس جيامبالفو (بالإنجليزية: Louis Giambalvo)‏ مواليد 8 فبراير 1945 في بروكلين، نيويورك، الولايات المتحدة، هو ممثل أمريكي بدأ مسيرته الفنية سنة 1980.

## الأعمال
- البركة الميتة
- جيا

## روابط خارجية
- لويس جيامبالفو على موقع IMDb (الإنجليزية)
- لويس جيامبالفو على موقع قاعدة بيانات الفيلم (الإنجليزية)